# Agence du service civique
Pour les articles homonymes, voir ASC.
L'Agence du service civique (ASC) est un groupement d'intérêt public (GIP) créé en 2010 avec pour mission de mettre en place et d'encadrer le service civique, système de volontariat destiné aux jeunes de 16 à 25 ans pour l'« engagement de service civique », et sans limite d'âge pour les variantes de « volontariat de service civique » et de « volontariat international ». Les volontaires doivent participer à des missions d’intérêt collectif en France ou l’étranger.

## Constitution

Logo jusqu'en 2015.

L'Agence du service civique a été créée le 12 mai 2010 pour une durée de cinq ans prolongeables,.
Son conseil d'administration comprend :
- le président de l'Agence, nommé par décret du président de la République ;
- 4 représentants des membres fondateurs de l'Agence, à savoir :
  - l'État, représenté par le ministre chargé de la Jeunesse,
  - l'Agence nationale pour la cohésion sociale et l'égalité des chances (ACSé),
  - l'Institut national de la jeunesse et de l'éducation populaire (INJEP),
  - le GIP France Volontaires ;
- 3 personnalités qualifiées, désignées par arrêté du ministre chargé de la Jeunesse, « pour leur implication dans le champ du service civique et leur compétence reconnue en matière de volontariat ».

## Missions
L'Agence du service civique a pour mission de :
- définir les orientations stratégiques et les missions prioritaires du service civique ;
- gérer les agréments et le soutien financier apporté par l'État ;
- promouvoir et valoriser le service civique auprès des publics concernés, des organismes d'accueil, des établissements d'enseignement et des branches professionnelles ;
- contrôler et évaluer la mise en œuvre du service civique ;
- animer le réseau des volontaires et anciens volontaires ;
- organiser une réserve de volontaires mobilisables en cas de catastrophe ou de crise.

## Budget
Selon les déclarations du ministre de la Jeunesse Marc-Philippe Daubresse, le budget de l'agence passerait de 40 millions d'euros en 2010 à 100 millions d'euros dès 2011, les objectifs étant de 10 000 missions de service civique pour 2010 et 15 000 missions pour 2011. La rémunération de son premier président, Martin Hirsch, a été critiquée par certains députés UMP. Cette rémunération s'élèverait à environ 9 200 euros net par mois, soit un coût de plus de 160 000 euros annuels pour l'agence. Les députés ont fait valoir que « la majorité des présidents de GIP (groupement d'intérêt public) ne touche pas de salaires », en renvoyant par exemple au GIP Info retraite ou au GIP Enfance en danger. La rémunération de Martin Hirsch a été conservée sans modification.

## Composition
- Présidente : Nadia Bellaoui[4]
- Vice-présidents :
  - Emmanuelle Pérès[5], succédant à Luc Ferry[6]
  - Jacques Godfrain[6]
- Directeur : Grégory Cazalet succédant à David Knecht[7], Ludovic Abiven[8], succédant à Hélène Paoletti[9], Lionel Leycuras[10], Jean-Benoît Dujol[11], Elodie Morival (intérim)[12]
- Commissaire du gouvernement : Sylvie Banoun[13]
- Membres qualifiés :
  - Emmanuelle Pérès[14], succédant à Luc Ferry[15]
  - Francis Godard[15]
  - Marie Trellu-Kane[15], présidente d'Unis-Cité

## Anciens présidents et anciennes présidentes
- Béatrice Angrand[16] (2019-2022)
- Yannick Blanc (2016-2019)
- François Chérèque[17] (2013-2016)
- Martin Hirsch[18] (2010-2013)